# أرتا سولار 7
أرتا سولار 7 هو نادي كرة قدم من مدينة عرتا يلعب في دوري جيبوتي الممتاز،تأسس النادي في 2017.